# Pizzo (Costa Volpino)
Pizzo (Pìs in dialetto bergamasco) è una località della frazione Piano del comune di Costa Volpino, nella bassa Val Camonica, provincia di Bergamo.

## Geografia fisica

### Territorio
La località si trova nei pressi della frazione Piano, al confine con Pisogne. Il suo territorio, nel quale sorge un piccolo centro abitato, si estende sulla costa nord del Lago d'Iseo.

### Clima
Data la presenza del Lago d'Iseo risulta avere un clima temperato. Le precipitazioni medie annue si aggirano attorno ai 1200 mm. I venti sono caratterizzati dall'alternarsi di una corrente diurna detta, in dialetto bergamasco, l'Ora del làc, e di una notturna detta ol Vèt, le quali scorrono in senso opposto.

## Storia
La storia è strettamente legata a quella della Costa e di Volpino, le due realtà che da sempre, alternando periodi di suddivisione e di unità amministrativa, caratterizzano l'attuale paese di Costa Volpino.
Il 7 giugno 1219 i consoli di Bergamo e Brescia si riuniscono in questo luogo per sancire la definitiva divisione di Volpino dopo le guerre per il possesso del suo castello.

## Società
La località ha un piccolo centro abitato. Malgrado non ci siano dati ufficiali sulla sua popolazione, poiché questa viene statisticamente inserita in quella della frazione Piano, si possono stimare poche decine di abitanti.
Sulla sponda del Lago d'Iseo è presente un piccolo porticciolo.